# Entyloma catananchis
Entyloma catananchis är en svampart som beskrevs av Cif. ex Vánky 1988. Entyloma catananchis ingår i släktet Entyloma och familjen Entylomataceae.   Inga underarter finns listade i Catalogue of Life.